# 32i villamos (Budapest)
A budapesti 32i jelzésű villamos a Ganz-MÁVAG és Pesterzsébet, Pacsirtatelep között közlekedett. A járatot a Budapesti Közlekedési Vállalat üzemeltette.

## Története
1961. június 5-én a Ganz-MÁVAG és Pesterzsébet, Nagy Sándor utca között közlekedő 31A villamos jelzését G-re módosították. 1966. június 15-én (az L kivételével) a betűjelzéssel ellátott időszakos járatok „i”-vel megkülönböztetett viszonylatszámot kaptak, ekkor jelzését 32i-re módosították.  1969. november 16. és 1970. március 23. között a Szabótelepig közlekedett. 1974. október 3-án útvonala a Pacsirtatelepig hosszabbodott. 1975. október 16-án közlekedett utoljára.